# Ханна, Уильям
Уильям Денби «Билл» Ханна (англ. William Denby «Bill» Hanna; 14 июля 1910[…], Мелроз, Нью-Мексико — 22 марта 2001[…], Северный Голливуд, Калифорния) — американский мультипликатор, режиссёр, продюсер и соучредитель, вместе с Джозефом Барберой, компании «Hanna-Barbera».

## Карьера
Уильям Ханна работал в сценарном отделе студии «Metro-Goldwyn-Mayer» с 1937 года, там познакомился с Джозефом Барбера и с тех пор они работали вместе. В 1940 году они создали первый фильм с котом и мышью Puss Gets the Boot («Кот получает пинка»), который вызвал фурор и был представлен на премию «Оскар». Тогда молодые режиссёры вернулись к своим персонажам, дали им имена Том и Джерри, и продолжили создавать о них мультфильмы.
В 1957 году студия мультипликации MGM закрылась и Джо Барбера и Уильям Ханна организовали свою собственную мультстудию Hanna-Barbera.
Компания Hanna-Barbera стала к концу 1960-х годов самой успешной телевизионной студией мультипликации в бизнесе, производя программы телевидения, ставшие хитами, такие, как «Банана-Сплитс», «Том и Джерри», «Флинстоуны», «Скуби-Ду» и др.

## Фильмография
- Том и Джерри (1940)
- Пёс Хакльберри (1958)
- Гончий пёс черничного цвета (1958)
- Флинстоуны (1960)
- Топ Кэт (1961)
- Мишка Йоги (1961)
- Джетсоны (1962)
- Джонни Квест (1964)
- Шоу тайного Агента-Белки (1965)
- Космический призрак (1966)
- Фантастическая четвёрка (1967)
- Сумасшедшие гонки (1968)
- Банана-Сплитс (1968)
- Скуби-Ду, Где же Ты? (1969)
- Джози и котята (1970)
- Клан Удивительного Чана (1972)
- Морлаб 2020 (1972)
- Семейка Аддамс (1973)
- Кунг-фу Пёс (1974)
- Скуби-Ду и состязания мульт-звёзд! (1977)
- Капитан Кейвмэн и Юные Ангелы (1977)
- Попай и компания (1978)
- Скуби и Скрэппи (1979)
- Каспер и ангелы (1979)
- Смурфики (1981)
- Шоу Ричи Рича и Скуби-Ду (1981)
- Война гоботов (1984)
- Щенячьи истории (1986)
- Щенок по кличке Скуби-Ду (1988)
- Том и Джерри в детстве (1990)